# Dysgnosi
Dysgnosi är ett sjukdomssymtom som innebär en svårighet att känna igen och tolka sinnesuttryck. Vid Alzheimers sjukdom visar sig dysgnosi i det andra stadiet. Dysgnosi är också nära relaterat till agnosi som är en nedsatt förmåga att känna igen personer och föremål. En indikator på sjukdomens förlopp och ett belysande exempel på dysgnosi är att alzheimerspatienter kan visa en kraftig försämring vid en stark miljöförändring som till exempel semester.